# ミヒャエル・メルツ
ミヒャエル・メルツ（Michael Mörz、1980年4月20日 - ）は、オーストリア出身の同国代表サッカー選手。ポジションはミッドフィールダー。身長175cm、体重70kg。
20歳で当時オーストリア2部に属していたSVマッテルスブルクでプロデビュー。その後もSVマッテルスブルク一筋、2003年にはオーストリア・ブンデスリーガへの昇格を果たす。同年にはオーストリア2部の最優秀選手にも選出される。
2005年9月7日に行われたアゼルバイジャン戦でオーストリアA代表デビューを飾る。